# Louis Biétrix
Louis Biétrix est un homme politique français né le 29 février 1880 à Besançon, et, mort le 18 mars 1952 à Chalon-sur-Saône (Saône-et-Loire).

## Biographie
Médecin très populaire, il est élu conseiller général du Doubs en 1934. 
Proche de la Fédération républicaine, il est élu député du Doubs en 1936 lors du scrutin général qui voit la large victoire de la coalition de Rassemblement populaire. Il s'inscrit au groupe des Indépendants d'union républicaine et nationale, le plus à droite de la Chambre.
Ouvertement antisémite et antimaçonnique, il prend la parole à un meeting du Rassemblement antijuif de Louis Darquier de Pellepoix, 
Il vote, le 10 juillet, en faveur de la remise des pleins pouvoirs au Maréchal Pétain. Déclaré inéligible, il ne retrouve pas de mandat parlementaire après la Libération.

## Sources
- « Louis Biétrix », dans le Dictionnaire des parlementaires français (1889-1940), sous la direction de Jean Jolly, PUF, 1960 [détail de l’édition]